# عزلة المعراضه والواسع (عمران)

تعديل مصدري - تعديل

عزلة المعراضه والواسع هي إحدى عزل مديرية العشة في محافظة عمران اليمنية ويبلغ تعداد سكانها 9105 نسمة حسب التعداد السكاني في اليمن لعام 2004.

## روابط خارجية
- الجهاز المركزي للإحصاء بالجمهورية اليمنية
- المركز الوطني للمعلومات باليمن
- World Gazetteer:Yemen
- الدليل الشامل